# Cratere Hardie
Hardie è un cratere sulla superficie di Plutone.